# Monica Abbott
Mónica Cecilia Abbott (28 de julio de 1985) es una atleta estadounidense que lanzó para el equipo de softball Lady Volunteers de la Universidad de Tennessee desde 2004 hasta 2007. En 2008, Abbott participó en los Juegos Olímpicos de Pekín con el Equipo de los EE. UU. El 4 de mayo de 2010, ella y la receptora Shannon Doepking fueron canjeadas por el equipo Florida Pride a los Diamantes de Tennessee, a cambio de la lanzadora Cat Osterman y la cácher Megan Willis.                                                                            
Durante su último año en la universidad, estableció el récord de más ponches en una temporada de la I División de softball y se convirtió en la líder de todos los tiempos de la I División de Softbol de la NCAA en victorias, ponches, blanqueadas, entradas lanzadas, juegos aperturados y juegos lanzados. Ella fue merecedora del premio Deportes Honda 2007 como jugadora Top Collegiate Softball en el país y fue nombrada Jugadora del Año universitario 2007 en los EE. UU. También fue nombrada deportista del año 2007 por la Women's Sports Foundation.

## Primeros años
Abbott nació en Santa Cruz, California y asistió a  la escuela secundaria North Salinas High School desde 1999 hasta 2003;  sus padres son Bruce y Julie Abbott, y sus hermanos son Jessica (nacida en 1984), Jared (nacido en 1988) y los gemelos Veena y Gina (nacidos en 1991).

## Carrera Universitaria
Abbott se lanzó para el equipo de softball de la Universidad de Tennessee entre 2004 y 2007.

### 500 ponches en una temporada por cuarta vez
El 21 de abril, en el juego 33 de Abbott en la temporada, ponchó a su bateador número 500 de la temporada, convirtiéndose así en la primera lanzadora en la NCAA División I en la historia en grabar 500 ponches en los cuatro años de su carrera universitaria. Antes de que Abbott comenzara su carrera colegial, sólo dos lanzadoras habían alcanzado la marca de 500 ponches en cualquier época del año (Courtney Blades y Cat Osterman). Durante la carrera de Abbott 2004-2007, Alicia Hollowell, Brooke Mitchell, Taryne Mowatt, Angela Tincher (dos veces) y Cat Osterman (dos veces más) acabarían superando la marca de 500 ponches también.

### Premios como jugadora del año colectados
Abbott terminó su carrera universitaria con premios importantes de la temporada como los USA Softball Collegiate Player of the Year y la ganadora del Honda Award for Top Collegiate Softball Player.
El 16 de octubre de 2007, Abbott ganó de la Women's Sports Foundation Sportswoman of the Year award for Team Sports athletes.

## Carrera Post-Universitaria
Después de la conclusión de su temporada sénior, Abbott llegó a encontrar el éxito, tanto a nivel profesional e internacional.

### Juegos Olímpicos de Pekín 2008, China.
Abbott fue seleccionada para el equipo olímpico final de 15 jugadoras como una de tres lanzadoras. El 11 de agosto de 2008, Abbott hizo su debut olímpico para el equipo de EE. UU. lanzando la última entrada (en relevo de la abridora Jennie Finch) en una labor de cinco entradas sin hits para la victoria del equipo de EE. UU. sobre Venezuela. El 18 de agosto de 2008, Abbott lanzó cinco entradas perfectas, ponchando a ocho, cuando el equipo de los EE. UU. derrotó a los Países Bajos 8-0 para extender su racha de victorias Olímpicas a 20 partidos. En sus primeros seis partidos de los juegos de Beijing, el cuerpo de lanzadoras de EE. UU. (Finch, Osterman, Abbott) había permitido un total de solo un hit. El Equipo de EE. UU. terminó con la medalla de plata, perdiendo ante Japón en el partido por el campeonato, que fue iniciado por Osterman y terminado por Abbott.

### 2009
El 2 de febrero de 2009, Abbott anunció su firma con Toyota Motor Corporation en un contrato de seis meses para jugar softbol profesional en Japón. 

### 2015
El 23 de julio, Abbott lanzó su segundo juego perfecto como miembro de los Chicago Bandits, superando a la Dallas Charge, 10-0.
El 3 de agosto, Abbott lanzó un juego sin hit contra la Pennsylvania Rebellion, ganando 3-0. La búsqueda de un juego perfecto y acabó en la séptima entrada, en un error de Chicago y más tarde a dar un paseo.

## Premios a nivel de secundaria
- 2000 Jugadora más valiosa North Salinas High School
- 2000 Estudiate de secundaria del año Salinas High School
- 2000 Lanzadora del año All League
- 2000 Lanzadora del año All County
- 2000 Co-Lanzadora del Año All Central Coast Section
- 2001 Jugadora más valiosa North Salinas High School
- 2001 North Salinas High School Sophomore of the Year
- 2001 Jugadora del año All League
- 2001 Jugadora del año All County
- 2001 Jugadora del año All Central Coast Section
- 2002 North Salinas High School Junior of the Year
- 2002 Jugadora del año Cal-Hi Sports Bay Área
- 2002 Jugadora del año San Jose Mercury
- 2002 Jugadora más valiosa All League
- 2002 Jugadora más valiosa All County
- 2002 Jugadora más valiosa All Central Coast Section
- 2003 Jugadora más valiosaNorth Salinas High School
- 2003 Jugadora del año North Salinas High School
- 2003 Jugadora más valiosa sub-18 Canada Cup
- 2003 Jugadora más valiosa All League
- 2003 Lanzadora del año All League
- 2003 Jugadora más valiosa All Central Coast Section
- 2003 Lanzadora del año All Central Coast Section
- 2003 Jugadora más valiosa All County
- 2003 Atleta del año Cal-Hi Softball

## Premios Universitarios
- 2004 Louisville Slugger/NFCA First Team All-American
- 2004 SEC Freshman of the Year
- 2004 Lanzadora del año SEC
- 2004 All-SEC First Team
- 2005 Louisville Slugger/NFCA First Team All-American
- 2005 Co-Lanzadora del año SEC
- 2005 All-SEC First Team
- 2005 WCWS All-Tournament Team
- 2006 Louisville Slugger/NFCA First Team All-American
- 2006 All-SEC Second Team
- 2006 WCWS All-Tournament Team
- 2007 Louisville Slugger/NFCA First Team All-American
- 2007 Lanzadora del año SEC
- 2007 All-SEC First TEam
- 2007 WCWS All-Tournament Team
- 2007 Jugadora universitaria del año USA Softball
- 2007 Honda Sports Award - Top Collegiate Softball Player
- 2007 Deportista del año Women's Sports Foundation
- 2007 Atleta femenina del año Roy F. Kramer SEC

## Logros Individuales
- Segundo mayor total de todos los tiempos de 7 entradas ponchando (20), hecho el 26 de marzo de su primer año frente a la Universidad de Liberty.

- 6 juegos con al menos 17 ponches en un juego de siete entradas, una marca que solo se logra 20 veces en la historia de la I División de la NCAA (incluidas las actuaciones de Abbott).

## Logros en temporada
- 2007 Jugadora universitaria del año USA Softball
- Única jugadora con más de 50 victorias en una temporada en su carrera (2)
- Única jugadora con más de 40 o más victorias en su carrera
- Más ponches en una temporada (2007) - 724
- Más victorias y más ponches en una temporada para una estudiante de primer año (2004) - 45 victorias and 582 ponches

## Logros en su carrera
- 2,440 ponches en su carrera en la I División de la NCAA (Primera de todos los tiempos)
- 189 victorias en su carrera en la I División de la NCAA (Primera de todos los tiempos)
- 112 blanqueos en su carrera (Primera de todos los tiempos)
- 253 juegos lanzados en su carrera (Primera de todos los tiempos)
- 206 juegos iniciados en su carrera (Primera de todos los tiempos)
- 1448 innings lanzados en su carrera (Primera de todos los tiempos)
- 178 juegos completos en su carrera (Segunda de todos los tiempos)
- 11.80 ponches por cada 7 innings en su carrera (Tercera de todos los tiempos)
- .848 Porcentaje de victorias en su carrera (Décima de todos los tiempos)
- 16 Juegos salvados en su carrera (empatada en el octavo lugar de todos los tiempos)
- 23 No-hitters en su carrera en la I División de la NCAA
- 6 Juegos perfectos en su carrera en la I División de la NCAA